# 江苏科技大学苏州理工学院
江苏科技大学苏州理工学院，原江苏科技大学南徐学院，是江苏科技大学举办的普通全日制本科独立学院，原址位于镇江市南徐新城中心，后迁至苏州张家港市。

## 历史
- 2002年，批准成立江苏科技大学南徐学院，为公有民办二级学院；
- 2005年5月，转为独立学院。
- 2012年6月27日，经国家教育部批准，正式更名为江苏科技大学苏州理工学院，迁址张家港市。

## 专业设置
22个本科专业（方向）:
- 土木工程
- 电气工程及其自动化
- 机械电子工程
- 工程管理
- 船舶与海洋工程
- 物流管理
- 英语